# Terje Sinding
Terje Sinding, né à Stavanger (Norvège) le 2 octobre 1945, est un traducteur norvégien vivant en France depuis 1969.
Il est spécialisé dans la traduction d'œuvres théâtrales et romanesques scandinaves.
Il est membre de la Maison Antoine Vitez, de la Société des gens de lettres (SGDL), de la Société des auteurs et compositeurs dramatiques (SACD) et de l'Association des traducteurs littéraires de France (ATLF). 
Il a obtenu en 2014 la Bourse de traduction du Prix européen de littérature.
En octobre 2024, la Société des Gens de Lettres et le Ministère de la Culture lui ont attribué le Grand Prix pour l'œuvre de traduction.
https://www.culture.gouv.fr/actualites/traduction-pleins-feux-sur-le-domaine-scandinave
Le 30 avril 2025, il a été nommé Chevalier de l'ordre des Arts et des Lettres.
Il demeure à Montpellier depuis 1999.

## Biographie
Terje Sinding est l'auteur d'une thèse sur Henrik Ibsen, rédigée sous la direction de Bernard Dort et soutenue en 1978 à l'Université Sorbonne-Nouvelle - Paris III. Il a été secrétaire de rédaction à la Comédie-Française de 1983 à 1993 sous les mandats de Jean-Pierre Vincent, Antoine Vitez et Jacques Lassalle. Il a été ensuite chargé de cours au département des Arts du spectacle de l'Université Paris-Nanterre.
Il a collaboré à de nombreuses revues et publications : Travail Théâtral, Théâtre/Public, Les Cahiers de la Comédie-Française, La Revue du Théâtre national de Strasbourg, Ubu-Scènes d'Europe, Anthologie critique des auteurs dramatiques européens (Michel Corvin, Éditions Théâtrales, 2007), Mémoires d'Europe-Anthologie des littératures européennes (Éditions Gallimard, 1993), Les Voies de la création théâtrale, volume 14 (CNRS Éditions, 1986), Théâtre et Destin : études recueillies par Jean Bessière (Éditions Honoré Champion, 1997), Théâtre en Europe n°15/1987 (Editions Beba, revue dirigée par Giorgio Strehler).

## Traductions
Il a traduit des auteurs norvégiens, suédois et danois tels que Peter Asmussen, Solvej Balle, Herman Bang, Claus Beck-Nielsen, Fredrik Brattberg, Niels Fredrik Dahl, Magnus Dahlström, Tomas Espedal, Eivind Hofstad Evjemo, Jon Fosse (prix Nobel de littérature 2023), Hans Herbjørnsrud, Ludvig Holberg, Peer Hultberg, Henrik Ibsen, Thomas Kanger, Linda Boström Knausgård, Line Knutzon, Cecilie Løveid, Arne Lygre, Henning Mankell, Caroline Albertine Minor, Olaug Nilssen, Mads Peder Nordbo, Per Petterson, Geir Pollen, Agnes Ravatn, Tore Renberg, Ane Riel, Petter S. Rosenlund, Roslund et Hellström, Astrid Saalbach, Hjalmar Söderberg, Øystein Stene, August Strindberg, Kirsten Thorup, Ragnfrid Trohaug et Demian Vitanza.

## Traductions mises en scène
Ses traductions théâtrales ont été montées par des metteurs en scène comme Raymond Acquaviva, Kjetil Bang-Hansen, Guillaume Béguin, Frédéric Bélier-Garcia, Daniel Benoin, Jean-Christophe Blondel, Bruno Boëglin, Julie Brochen, Robert Cantarella, Antoine Caubet, Olivier Chapelet, Patrice Chéreau, Hans-Peter Cloos, Béla Czuppon, Gérard Desarthe, Arlette Desmots, Frédéric Fage, Jean-Claude Fall, Michel Fau, Frédéric Fisbach, Alain Françon, Frédéric Garbe, Guillaume Gatteau, David Géry, Christian Giriat, Patrick Haggiag, Lukas Hemleb, Brigitte Jaques-Wajeman, Daniel Jeanneteau, Patrice Kerbrat, Christophe Laluque, Yvon Lapous, Jacques Lassalle, Jérémie Lippmann, Serge Lipszyc, Matthieu Loos, René Loyon, Denis Marleau, François Marthouret, Olivier Martinaud, Tommy Milliot, Stanislas Nordey, Andrea Novicov, Nils Öhlund, Jacques Osinski, Gloria Paris, Etienne Pommeret, Michel Raskine, Claude Régy, Robin Renucci, Jean-Michel Ribes, Geneviève Rosset, Jean-Pierre Sarrazac, Blandine Savetier, Christian Schiaretti, Stuart Seide, Hélène Soulié, Claude Stratz, Coline Struyf, Jean-Luc Terrade, Laurent Terzieff, Bérangère Vantusso, Jean-Philippe Vidal, Jacques Vincey, Lorent Wanson, Deborah Warner et Alexandre Zeff.

## Nomination
En novembre 2011, Sa Majesté le Roi Harald V de Norvège a nommé Terje Sinding chevalier de l'Ordre royal norvégien du Mérite «pour son travail en faveur de la littérature et du théâtre norvégiens en France».